# Tahona
La Tahona, scritta alternativamente tajona, per la sua pronuncia, o taona, è uno stile secolare di musica afro-cubana sviluppato nel XIX secolo a Santiago di Cuba dopo l'arrivo degli schiavi haitiani in seguito alla rivoluzione haitiana. Prende il nome dai gruppi e dai tamburi da essi suonati. È considerato uno degli stili più antichi all'interno del complesso della rumba e le sue esibizioni sono diventate rare nel XX secolo.

## Storia
La parola "tahona" inizialmente descriveva un tipo di tamburo a mano singola con un corpo fatto con un barile di legno e sopra una pelle di capra tesa, più grande del tumbadora (tamburo conga). Anche i gruppi, e in definitiva la musica stessa, adottarono il termine tahona. Come genere, la tahona è considerata uno stile della rumba cubana e, insieme allo yambú, è uno dei più antichi. Tuttavia si differenzia dagli stili di rumba canonica dal fatto che si è sviluppato nella parte orientale di Cuba, la Provincia Oriente, a causa dell'immigrazione di schiavi haitiani in seguito alla rivoluzione haitiana del 1790. Così la tahona presenta somiglianze con la tumba francesa, un altro stile afro-cubano importato dagli haitiani, e la conga, uno stile di musica di strada sviluppato a Santiago di Cuba.
Inizialmente le tahonas erano balli di festa eseguiti dagli schiavi e dai loro discendenti, trasformandosi poi in "congas rurali" (parate afro-cubane) eseguite durante le celebrazioni del carnevale. La strumentazione di queste sfilate nel 1860 ruotava attorno a due tahonas spesso chiamati huecos ("incavati"), che sono accordati in registri alti e bassi, e due tamboras (una grancassa che si trova anche nella tumba francesa). I diversi tamburi tahona sono chiamati repique (rullante) e fondo (sottofondo). Quando i gruppi tahona parteciparono alle sfilate di carnevale, aggiunsero uno o due tumbadoras, hierros (idiofoni di ferro), tromba e sassofono. Secondo Harold Courlander, a Matanzas le tahona venivano eseguite su due tumbadoras, claves e marímbula. Secondo Fernando Ortiz i gruppi tahona sono emersi come un modo per rendere "portatili" le tumbas francesas, poiché i tamburi delle tumba francesas erano troppo grandi per essere portati in parate di strada. Descrisse i gruppi tahona come contenenti tre tahonas (un repique e due fondos), un tambora, un tragaleguas (un altro tamburo), uno hierro e un guamo (un aerofono fatto con una lumaca di mare). Chachás (sonagli) furono aggiunti come nella tumba francesa. Anche un altro tamburo chiamato bimba, che è più piccolo ma più profondo della tambora, veniva suonato da gruppi tahona.
La Tahona si estendeva fino a Oriente ad Alto Songo, La Maya e Ti Arriba. Fu portato a L'Avana da un gruppo di percussioni di ñáñigos (discendenti Efik nelle società Abakuá) chiamato "La Tajona". Nel quartiere dell'Avana di Carraguao, la tahona veniva comunemente suonata in molte festività. La sua popolarità tra i fornai portò molti a credere che il suo nome derivasse dalla tahona spagnola, cioè la panificazione.

## Stile
Come la tumba francesa e la rumba, le esibizioni di tahona sono guidate da percussioni e sono caratterizzate da un canto di chiamata e risposta tra un cantante solista e un coro. I testi sono tipicamente sulla vita di tutti i giorni. Ci sono diversi toques o tipi di spettacoli di tahona con danze ben distinte. Sono sopravvissuti due toques (chiamati pasos, passi):
- Paso de camino ("passo di camminata"), che è lento.
- Paso de tahona ("passo di tahona"), che è più veloce. È associato a tre coreografie: hechacorral, bastones e cinta.[8] Quest'ultimo è anche un tocco (cappello) trovato nella tumba francesa. In effetti, era normale per le tahonas danzare a volte el baile francés, cioè la danza della tumba francesa.[7]